# Padrino (singolo)
Padrino è un singolo del rapper italiano Side Baby, pubblicato il 29 settembre 2023 come primo estratto dal terzo album in studio Leggendario.

## Tracce
1. Padrino – 2:17